# Maagzweer
Een maagzweer (Latijn: ulcus ventriculi of ulcus pepticum) is een zweer in de maagwand. Het slijmvlies is beschadigd, waardoor de maagwand bloot ligt en door het maagzuur wordt geprikkeld.

## Symptomen
Behalve pijn komen als klachten voor:
- zuurbranden;
- veel oprispingen;
- speekselvloed;
- trage stoelgang;
- bloedbraken.

Lijders aan een zweer kunnen bepaalde stoffen, zoals alcohol, koffie en scherpe kruiden vaak slecht verdragen.

## Oorzaak
De belangrijkste oorzaak is de bacterie Helicobacter pylori. Aspirine en pijnstillers uit de NSAID's-groep vormen een tweede oorzaak. Bloedverdunners of prednisolon, roken of alcoholgebruik verhogen het risico op complicaties. De vaak gehoorde opvatting dat een maagzweer het gevolg is van stress, is onjuist.

## Behandeling
Vroeger werd een maagzweer met langdurige papdiëten en diverse typen maagoperaties (Billroth I en II, hoog-selectieve vagotomie) behandeld. Sinds de jaren tachtig van de twintigste eeuw is er echter een aantal medicamenten ontwikkeld, aanvankelijk de H2-antagonisten cimetidine en ranitidine, later de nog effectievere protonpompremmers zoals omeprazol en pantozol, die een ware revolutie teweegbrachten in de behandeling van de maagzuurgerelateerde aandoeningen. Door deze medicamenten slaat de balans tussen verdere aantasting van de maagwand en de natuurlijke genezingstendens vaak snel naar de goede kant door. Maagoperaties zijn tegenwoordig hoogst zeldzaam.

### Bacterie doden
Als bij een aangetoonde maagzweer sprake is van een infectie met de bacterie Helicobacter pylori kan men deze bacterie meestal in de maag uitroeien met de zogenaamde tripeltherapie: Een week lang een maagzuurremmer en twee verschillende antibiotica slikken. Meestal is de patiënt dan permanent genezen.

## Mogelijke complicaties
Een ernstige complicatie, die vroeger wel maar sinds de jaren tachtig nauwelijks meer wordt gezien is het doorbreken ('perforeren') naar de buikholte, wat een buikvliesontsteking (peritonitis) kan veroorzaken.
Een andere complicatie is maagkanker, hoewel ook daarop de kans klein is. Er zijn aanwijzingen dat Helicobacter pylori in die gevallen verantwoordelijk is. Als de patiënt een hogere leeftijd heeft dan 45 jaar, wordt vaak gastroscopie uitgevoerd. Dat gebeurt zeker als de klachten niet afnemen na medicinale behandeling.

## Verwante aandoeningen
Bij verschillende andere aandoeningen lijken de klachten sterk op die van de maagzweer: refluxklachten (bijvoorbeeld ten gevolge van een hernia diaphragmatica) en de zweer van de dunne darm. Zweren kunnen namelijk ook optreden in de twaalfvingerige darm, het stukje dunne darm net na de maag, en heten dan ulcus duodeni. De behandeling met zuurremmers is meestal succesvol.

## Verband met mishandeling in de jeugd
In het onderzoek van Fuller-Thomson, Bottoms, Brennenstuhl, en Hurd (2011) werd een verband aangetoond tussen de aanwezigheid van een maagzweer en mishandeling in de jeugd.